# Batukajé
Batukajé, é um grupo de dança e percussão, baseado nas tradições africanas e afro-brasileiras, com forte atuação na cidade de Florianópolis.
Foi fundado em 2001, pela bailarina Aldelice Braga (Nêga) e o percussionista Nícolas Malhomme.
Aldelice Braga (Nêga) é baiana, nascida num dos mais fabulosos quilombos de Salvador, Liberdade-Curuzú.
Nícolas Malhomme é francês, vindo  da periferia parisiense, apaixonado pela cultura brasileira e africana.
O Batukajé surgiu da vontade dos dois de unir dança e música. Juntos, Aldelice como professora de dança e Nicolas como professor de percussão realizaram um grande trabalho de formação, ensinando a cultura afro para a comunidade. Envolvendo homens e mulheres de todas as idades, etnias e classes sociais, mesclando vários olhares, sotaques, vindos de vários cantos do mundo: Guiné, Paris, Senegal, Recife, Salvador e Florianópolis.
Ao longo de sua existência já levou para às ruas e palcos diversas pessoas de caras pintadas, cabelos adornados, roupas coloridas.
Abaixo um lista de apresentações que se tem registro fotográfico ou em vídeo.
- Feira de Artesanato da Lagoa  Conceição vários domingos em 2008.
- Carnaval 2008 na Lagoa da Conseição.
- 2 de fevereiro na Galheta 2008.
- Show de pré lançamento no Sol da Terra 2008.
- Semana afro biguaçú 2007.
- Festa das Nações 2007.
- Show de encerramento na UDESC 2007.
- Show de Encerramento do Espaço Cultural Sol da Terra 2006. (foto)
- Carnaval Florianópolis 2006.
- Carnaval Laguna 2006.
- Carnaval Florianópolis 2004.
- Abraço da Lagoa 2004.
- Dia da Consciência Negra 2003.
- Festival das Etnias de Gaspar 2003.
- Projeto Meia Hora, na Celesc e Eletrosul 2003.
- Carnaval Florianópolis 2003.

## Discografia
- De Pé no Chão com a Mão no Couro